# Santo Domingo International 2015
Die Santo Domingo International 2015 (auch als Santo Domingo Open 2015 bekannt) im Badminton fanden vom 3. bis zum 7. Juni 2015 in Santo Domingo statt.

## Medaillengewinner
| Disziplin    | Gold                                 | Silber                                   | Bronze                               |
| ------------ | ------------------------------------ | ---------------------------------------- | ------------------------------------ |
| Herreneinzel | David Obernosterer                   | Luka Wraber                              | Ygor Coelho                          |
| Herreneinzel | David Obernosterer                   | Luka Wraber                              | Ernesto Velazquez                    |
| Dameneinzel  | Elisabeth Baldauf                    | Haramara Gaitan                          | Daniela Macías                       |
| Dameneinzel  | Elisabeth Baldauf                    | Haramara Gaitan                          | Laura Sárosi                         |
| Herrendoppel | Job Castillo Lino Muñoz              | Mario Cuba Martín del Valle              | Cristian Araya Bastian Andree Lizama |
| Herrendoppel | Job Castillo Lino Muñoz              | Mario Cuba Martín del Valle              | William Cabrera Nelson Javier        |
| Damendoppel  | Katherine Winder Luz María Zornoza   | Nairoby Abigail Jiménez Licelott Sanchez | Cemre Fere Ebru Tunalı               |
| Damendoppel  | Katherine Winder Luz María Zornoza   | Nairoby Abigail Jiménez Licelott Sanchez | Haramara Gaitan Cynthia González     |
| Mixed        | David Obernosterer Elisabeth Baldauf | Mario Cuba Katherine Winder              | Andrés Corpancho Luz María Zornoza   |
| Mixed        | David Obernosterer Elisabeth Baldauf | Mario Cuba Katherine Winder              | Lino Muñoz Cynthia González          |